# Thalassarche bulleri
L'albatro di Buller (Thalassarche bulleri Rothschild, 1893) è un piccolo mollymawk appartenente alla famiglia dei Diomedeidi. Nidifica sulle isole intorno alla Nuova Zelanda e si nutre nei mari al largo dell'Australia e del Pacifico meridionale, soprattutto nelle zone dove circola la Corrente di Humboldt, al largo di Cile e Perù. Prende il nome dall'ornitologo neozelandese Walter Buller. Se ne riconoscono due sottospecie, T. b. bulleri, che nidifica sulle Isole Solander e Snares, e T. b. platei, che nidifica sulle Isole Chatham e Three Kings.

## Descrizione
Presenta il classico aspetto dei mollymawk, con il piumaggio che ricorda quello di un gabbiano, dal dorso e dalla faccia superiore delle ali scuri e dalle regioni inferiori bianche. La testa e il collo sono grigio-argentei e intorno agli occhi sono presenti aree bianche e nere. Il becco è nero con i margini e la punta gialli.

## Comportamento
L'albatro di Buller è un uccello coloniale che nidifica generalmente su scogliere e falesie. Gli uccelli che vivono nelle Snares nidificano anche all'ombra degli alberi dell'entroterra. Il nido è costituito da un cumulo di terra, erbe e radici e viene edificato in una depressione del suolo. La stagione degli amori inizia a dicembre nella sottospecie meridionale (T. b. bulleri), ma tre mesi prima nel nord. Alle Snares le uova vengono deposte alla fine di gennaio (intorno al 21-23 del mese). La cova, effettuata da entrambi i genitori che si danno il cambio in media ogni 10 giorni, dura circa 60 giorni. Dopo la schiusa, il pulcino dovrà attendere 170 giorni prima di imparare a volare.

## Conservazione
In passato la IUCN includeva questo animale tra le specie vulnerabili. Nuove ricerche hanno indicato tuttavia che questa specie non è rara come si riteneva un tempo. Di conseguenza, nel 2008 è stata inclusa tra le specie prossime alla minaccia.